# Sinthusa virgoides
Sinthusa virgoides är en fjärilsart som beskrevs av Robert Christopher Tytler 1915. Sinthusa virgoides ingår i släktet Sinthusa och familjen juvelvingar. Inga underarter finns listade i Catalogue of Life.